# Chinesische Fußballnationalmannschaft
Die chinesische Fußballnationalmannschaft ist die Auswahlmannschaft der Chinese Football Association aus der Volksrepublik China.

## Geschichte
Der chinesische Fußballverband war von 1931 bis 1958 und wieder seit 1979 Mitglied der FIFA. Dazwischen konnte die chinesische Nationalmannschaft rund 20 Jahre lang nicht an FIFA-Turnieren und ihren Qualifikationen teilnehmen.
Unter dem Trainer Bora Milutinović qualifizierte sich das Team 2002 erstmals für die Endrunde einer Fußball-Weltmeisterschaft. Der Serbe nahm damit zum fünften Mal in Folge als Trainer jeweils verschiedener Mannschaften an einer Weltmeisterschaft teil. Die Mannschaft scheiterte in der Qualifikation für die Fußball-Weltmeisterschaft 2006 in Deutschland knapp an Kuwait. Das damals von Arie Haan trainierte Team wies am Ende der Qualifikation die gleiche Punktanzahl und Tordifferenz wie die Kuwaiter auf, scheiterte aber aufgrund eines weniger erzielten Treffers.

## Teilnahme Chinas an der Fußball-Weltmeisterschaft
Die Mannschaft der Volksrepublik China nahm erstmals zur WM 1958 an der Qualifikation teil, scheiterte dabei aber. Nach dem Austritt aus der FIFA kam es erst 1982 wieder zu einer Qualifikationsteilnahme. Bisher reichte es erst einmal zur Qualifikation, als 2002 dem asiatischen Verband erstmals vier Startplätze zustanden. Dies blieb aber die einzige Qualifikation. In der ewigen Tabelle der WM-Endrundenteilnehmer belegt China den 73. Platz und gehört zu den fünf Mannschaften ohne Torerfolg.
| Jahr | Gastgeberland          | Teilnahme bis …    | Letzte(r) Gegner              | Ergebnis | Trainer          | Bemerkungen und Besonderheiten |
| ---- | ---------------------- | ------------------ | ----------------------------- | -------- | ---------------- | --- |
| 1930 | Uruguay                | nicht teilgenommen |                               |          |                  | kein FIFA-Mitglied |
| 1934 | Italien                | nicht teilgenommen |                               |          |                  | |
| 1938 | Frankreich             | nicht teilgenommen |                               |          |                  | |
| 1950 | Brasilien              | nicht teilgenommen |                               |          |                  | |
| 1954 | Schweiz                | nicht teilgenommen |                               |          |                  | |
| 1958 | Schweden               | nicht qualifiziert |                               |          |                  | In der Qualifikation an Indonesien gescheitert, das sich aber ebenfalls nicht qualifizieren konnte.                                                                          |
| 1962 | Chile                  | nicht teilgenommen |                               |          |                  | kein FIFA-Mitglied |
| 1966 | England                | nicht teilgenommen |                               |          |                  | kein FIFA-Mitglied |
| 1970 | Mexiko                 | nicht teilgenommen |                               |          |                  | kein FIFA-Mitglied |
| 1974 | Deutschland            | nicht teilgenommen |                               |          |                  | kein FIFA-Mitglied |
| 1978 | Argentinien            | nicht teilgenommen |                               |          |                  | kein FIFA-Mitglied |
| 1982 | Spanien                | nicht qualifiziert |                               |          |                  | In der Qualifikation im Finalturnier an Kuwait und nach Entscheidungsspiel an Neuseeland gescheitert.                                                                        |
| 1986 | Mexiko                 | nicht qualifiziert |                               |          |                  | In der Qualifikation an Hongkong gescheitert, das sich aber auch nicht qualifizieren konnte.                                                                                 |
| 1990 | Italien                | nicht qualifiziert |                               |          |                  | In der Qualifikation in der Endrunde an Südkorea und den Vereinigten Arabischen Emiraten gescheitert.                                                                        |
| 1994 | USA                    | nicht qualifiziert |                               |          |                  | In der Qualifikation in der ersten Runde am Irak gescheitert, der sich ebenfalls nicht qualifizieren konnte.                                                                 |
| 1998 | Frankreich             | nicht qualifiziert |                               |          |                  | In der Qualifikation in der zweiten Runde an Saudi-Arabien und dem Iran gescheitert.                                                                                         |
| 2002 | Südkorea/Japan         | Gruppenphase       | Costa Rica, Brasilien, Türkei | 31.      | Bora Milutinović | Nach drei Niederlagen mit 0:9 Toren als Gruppenletzter ausgeschieden. |
| 2006 | Deutschland            | nicht qualifiziert |                               |          |                  | In der Qualifikation in der zweiten Runde aufgrund eines weniger erzielten Tores an Kuwait gescheitert, das sich ebenfalls nicht qualifizieren konnte.                       |
| 2010 | Südafrika              | nicht qualifiziert |                               |          |                  | In der Qualifikation in der dritten Runde an Australien und Katar gescheitert, das sich ebenfalls nicht qualifizieren konnte.                                                |
| 2014 | Brasilien              | nicht qualifiziert |                               |          |                  | In der Qualifikation traf China in der dritten Runde auf den Irak, Jordanien und Singapur und konnte sich gegen die beiden vorderasiatischen Mannschaften nicht durchsetzen. |
| 2018 | Russland               | nicht qualifiziert |                               |          |                  | In der Qualifikation traf China in der dritten Runde auf Syrien, Iran, Katar, Südkorea und Usbekistan und belegte den vorletzten Tabellenplatz.                              |
| 2022 | Katar                  | nicht qualifiziert |                               |          |                  | In der Qualifikation traf China in der dritten Runde auf Saudi-Arabien, Japan, Australien, Oman und Vietnam und belegte den vorletzten Tabellenplatz.                        |
| 2026 | Kanada, Mexiko und USA | nicht qualifiziert |                               |          |                  | In der Qualifikation traf China in der dritten Runde auf Saudi-Arabien, Japan, Australien, Indonesien und Bahrain und belegte den vorletzten Tabellenplatz.                  |

## Teilnahme Chinas an denFußball-Asienmeisterschaften
- 1976: Dritter
- 1980: Gruppenphase
- 1984: Zweiter
- 1988: Vierter
- 1992: Dritter
- 1996: Viertelfinale
- 2000: Vierter
- 2004: Zweiter
- 2007: Gruppenphase
- 2011: Gruppenphase
- 2015: Viertelfinale
- 2019: Viertelfinale
- 2024: Gruppenphase
- 2027: Qualifiziert

## Teilnahme an den Olympischen Sommerspielen
| 1908 in London         | nicht teilgenommen, der Verband wurde erst 1931 in die FIFA aufgenommen                             |
| 1912 in Stockholm      | nicht teilgenommen, der Verband wurde erst 1931 in die FIFA aufgenommen                             |
| 1920 in Antwerpen      | nicht teilgenommen, der Verband wurde erst 1931 in die FIFA aufgenommen                             |
| 1924 in Paris          | nicht teilgenommen, der Verband wurde erst 1931 in die FIFA aufgenommen                             |
| 1928 in Amsterdam      | nicht teilgenommen, der Verband wurde erst 1931 in die FIFA aufgenommen                             |
| 1936 in Berlin         | Achtelfinale (als Republik China)                                                                   |
| 1948 in London         | Achtelfinale (als Republik China)                                                                   |
| 1952 bis 1976          | nicht teilgenommen aus Protest gegen die Zulassung der Republik China/Taiwan an Olympischen Spielen |
| 1980 in Moskau         | nicht qualifiziert                                                                                  |
| 1984 in Los Angeles    | nicht qualifiziert                                                                                  |
| 1988 in Seoul          | Gruppenphase                                                                                        |
| 1992 bis 2004          | nicht qualifiziert                                                                                  |
| 2008 in Peking         | Gruppenphase (als Gastgeber)                                                                        |
| 2012 in London         | nicht qualifiziert                                                                                  |
| 2016 in Rio de Janeiro | nicht qualifiziert                                                                                  |
| 2021 in Tokio          | nicht qualifiziert                                                                                  |

Nach 1988 hat die A-Nationalmannschaft nicht mehr an den Olympischen Spielen und den Qualifikationsspielen dazu teilgenommen. 2008 schied die Olympiamannschaft als Gastgeber in der Gruppenphase aus.

## Teilnahme Chinas an denOstasienmeisterschaften
- 2003 – Dritter
- 2005 – Ostasienmeister
- 2008 – Dritter
- 2010 – Ostasienmeister
- 2013 – Zweiter
- 2015 – Zweiter
- 2017 – Dritter
- 2019 – Dritter
- 2022 – Dritter

Als inoffizielles Vorläuferturnier gilt der Dynasty Cup:
- 1990 – Zweiter
- 1992 – Vierter
- 1995 – Vierter
- 1998 – Zweiter

## Trainer
- Shing-Kwang Ngan (1936)
- Wai-Tong Lee (1947–1948)
- Fenglou Li (1952)
- Jószef Ember (1955–1957)
- Linjing Dai (1957)
- Chengda Chen (1959–1962)
- Weisi Nian (1963, 1965, 1969–1975)
- Honggen Zhang (1977)
- Weisi Nian (1977, 1979)
- Chengda Chen (1980)
- Yongshun Su (1980–1982)
- Honggen Zhang (1982)
- Xuelin Zeng (1983–1985)
- Weisi Nian (1985–1986)
- Fengwen Gao (1986–1990)
- Genbao Xu (1991–1992)
- Klaus Schlappner (1992–1993)
- Qi Wusheng (1994–1997)
- Bob Houghton (1997–1999)
- Zhiyang Jin (1999–2000)
- Bora Milutinović (2000–2002)
- Xiangfu Shen (2002)
- Arie Haan (2002–2004)
- Zhu Guanghu (2005–2007)
- Vladimir Petrović (2007–2008)
- Tiesheng Yin (2008–2009)
- Gao Hongbo (2009–2011)
- José Antonio Camacho (2011–2013)
- Alain Perrin (2014–2016)
- Gao Hongbo (2016)
- Marcello Lippi (2016–2019)
- Fabio Cannavaro (2019)
- Marcello Lippi (2019)
- Li Tie (2019–2021)
- Li Xiaopeng (2021–2022)
- Aleksandar Janković (2022–2024)
- Branko Ivanković (2024–2025)[1]
- Dejan Đurđević (interim, seit 2025)

## Spieler

### Rekordspieler
(Stand: 19. November 2024)
| Rekordspieler | Rekordspieler | Rekordspieler | Rekordspieler |
| Spiele        | Spieler       | Zeitraum      | Tore          |
| ------------- | ------------- | ------------- | ------------- |
| 112           | Li Weifeng    | 1998–2011     | 14            |
| 109           | Gao Lin       | 2005–2019     | 22            |
| 108           | Zheng Zhi     | 2002–2019     | 15            |
| 107           | Zhang Linpeng | 2008–         | 05            |
| 106           | Fan Zhiyi     | 1992–2002     | 17            |
| 106           | Hao Haidong   | 1992–2004     | 39            |
| 099           | Wu Lei        | 2010–         | 36            |
| 092           | Li Tie        | 1997–2007     | 05            |
| 091           | Hao Junmin    | 2005–         | 12            |
| 090           | Wu Xi         | 2011–         | 11            |
| 088           | Zhao Xuri     | 2003–2019     | 02            |
| 086           | Li Ming       | 1992–2004     | 08            |
| 086           | Ma Mingyu     | 1996–2002     | 12            |
| 086           | Zhu Bo        | 1983–1993     | 01            |
| 080           | Sun Jihai     | 1996–2008     | 01            |

| Rekordtorschützen | Rekordtorschützen | Rekordtorschützen | Rekordtorschützen |
| Tore              | Spieler           | Zeitraum          | Spiele            |
| ----------------- | ----------------- | ----------------- | ----------------- |
| 39                | Hao Haidong       | 1992–2004         | 106               |
| 36                | Wu Lei            | 2010–             | 099               |
| 29                | Yang Xu           | 2010–2019         | 055               |
| 27                | Su Maozhen        | 1994–2002         | 053               |
| 24                | Li Jinyu          | 1997–2008         | 069               |
| 22                | Gao Lin           | 2005–2019         | 109               |
| 21                | Ma Lin            | 1985–1990         | 045               |
| 20                | Liu Haiguang      | 1983–1990         | 058               |
| 19                | Li Bing           | 1992–2001         | 067               |
| 19                | Yu Dabao          | 2011–             | 065               |
| 19                | Zhao Dayu         | 1982–1986         | <30               |

Weitere bekannte Spieler:
- Dong Fangzhuo – Spieler bei Manchester United
- Gu Guangming – ehemaliger Spieler beim SV Darmstadt 98
- Li Xiaopeng – Ex-Nationalspieler, WM-Teilnahme
- Shao Jiayi – Ex-Spieler bei 1860 München, Energie Cottbus und dem MSV Duisburg
- Shi Jun – Spieler beim BSC Young Boys
- Sun Jihai – Spieler bei Manchester City
- Sun Xiang – Spieler bei Shanghai Shenhua
- Xie Hui – Ex-Spieler bei Alemannia Aachen und der SpVgg Greuther Fürth
- Yang Chen – Ex-Spieler bei der Eintracht Frankfurt und dem FC St. Pauli
- Zhang Xizhe – Ex-Spieler beim VfL Wolfsburg

## Länderspiele gegen deutschsprachige Fußballnationalmannschaften
| Datum            | Ort      | Heimmannschaft | Resultat | Gastmannschaft |
| ---------------- | -------- | -------------- | -------- | -------------- |
| 12. Oktober 2005 | Hamburg  | Deutschland    | 1:0      | China          |
| 3. Juni 2006     | Zürich   | Schweiz        | 4:1      | China          |
| 29. Mai 2009     | Shanghai | China          | 1:1      | Deutschland    |

Bislang gab es noch kein Länderspiel gegen Österreich, Liechtenstein und Luxemburg.